# Helena Trzcińska (nauczycielka)
Helena Trzcińska (ur. 1863, zm. 2 lipca 1934 w Piotrkowie Trybunalskim) – polska nauczycielka i działaczka społeczna, organizatorka nauczania w Piotrkowie Trybunalskim. 

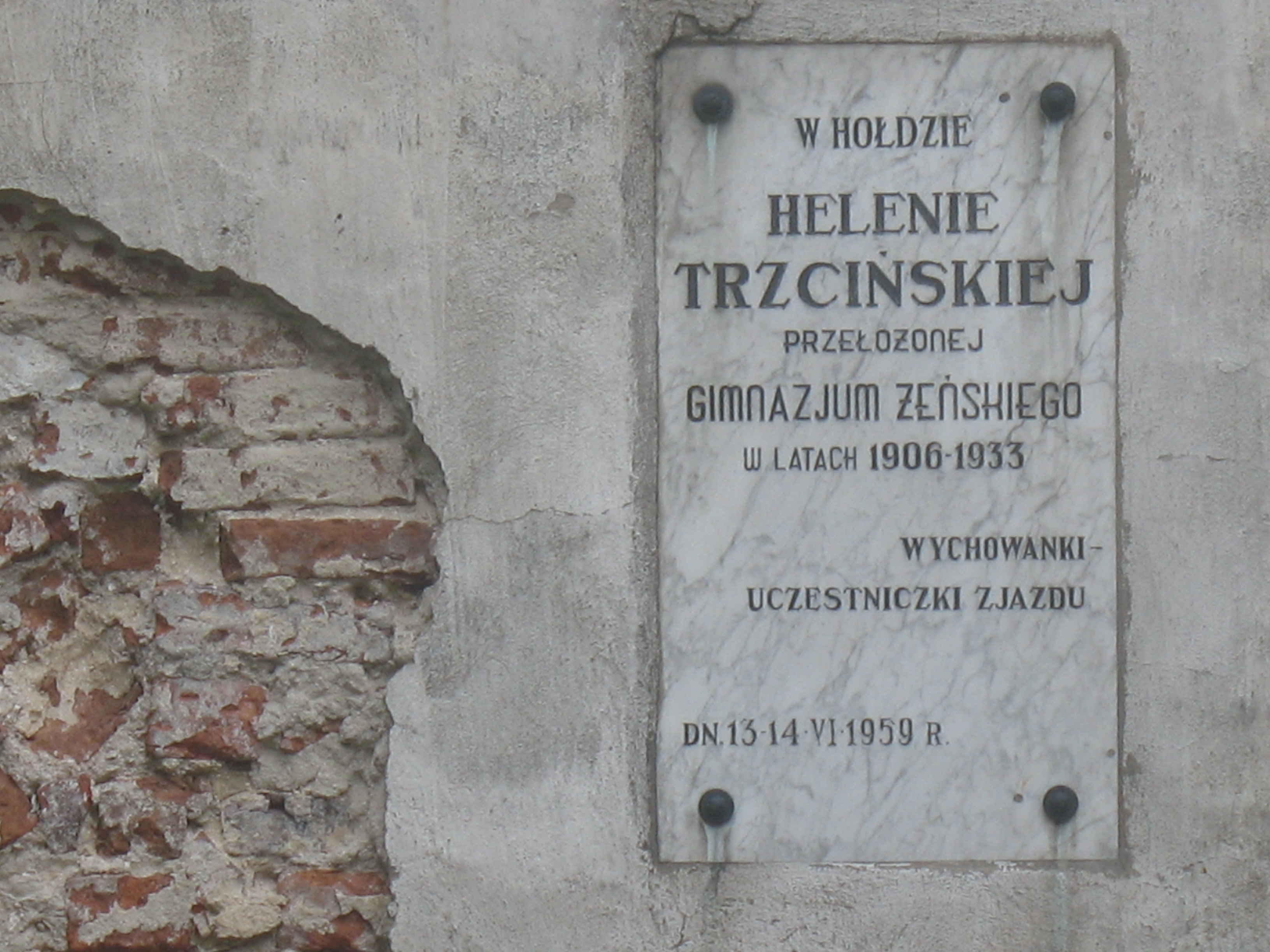
Tablica upamiętniająca Helenę Trzcińską wmurowana na dziedzińcu klasztoru dominikanek w Piotrkowie Trybunalskim

Po strajku szkolnym 1905 roku zorganizowała tajne komplety. W 1906 roku założyła pensję żeńską, początkowo 7-klasową, później przekształconą w gimnazjum, będąc jej długoletnią dyrektorką. Szkoła mieściła się w dawnym klasztorze dominikanek i działała do 1932 roku, gdy została połączona z gimnazjum żeńskim Zrzeszenia Nauczycieli Szkół Średnich. Do gimnazjum Heleny Trzcińskiej uczęszczały m.in. Irena Sendlerowa i Wincenta Jadwiga Jaroszewska. 
Imię Heleny Trzcińskiej nadano ulicy znajdującej się na piotrkowskim Osiedlu Południe.